# Piper pauciramosum
Piper pauciramosum är en pepparväxtart som beskrevs av Truman George Yuncker. Piper pauciramosum ingår i släktet Piper och familjen pepparväxter. Inga underarter finns listade i Catalogue of Life.